# 永阜陵

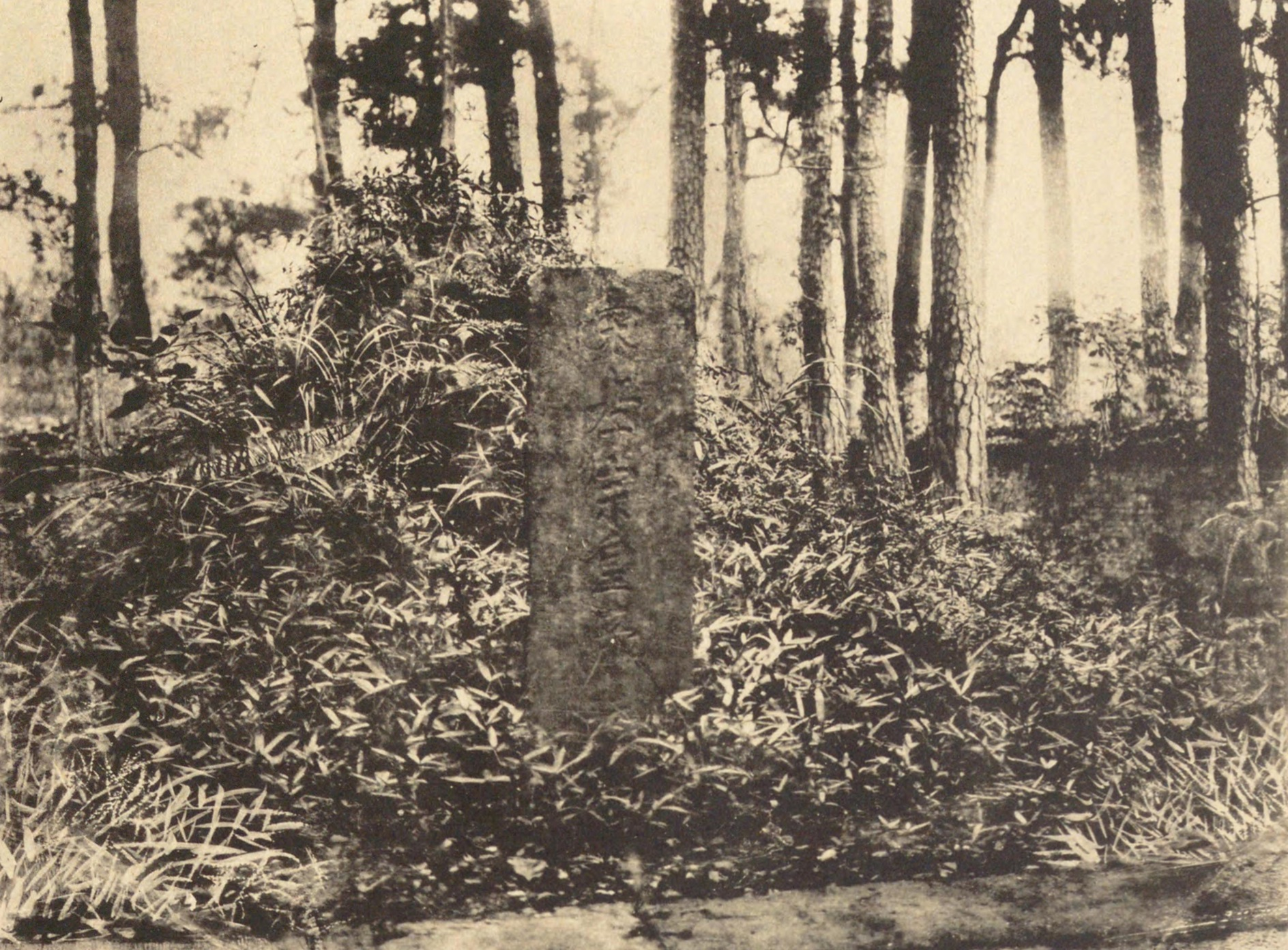
永阜陵石碑，攝於1918年

永阜陵，為中国南宋孝宗趙昚的陵墓，位于浙江省绍兴市东南17公里的皋埠镇牌口村攒宫茶场内，设有上宫、下宫和地宫，孝宗皇后成肅皇后謝氏祔葬於上宫北側。墓在元朝被掘毁。